# Lijst van plaatsen in België en Luxemburg met hun patroonheiligen
Dit is een lijst van Belgische en Luxemburgse plaatsnamen met hun bijbehorende patronaat 
(eerst de plaatsnaam; daarachter de patroonheilige).
Elke stad kreeg zijn eigen stadspatroon, om de stad te beschermen en voorspoed te schenken, deze vorm van volksdevotie is een belangrijk deel van de christelijke heiligencultus. Sint Jozef is de patroonheilige van België.

## België per provincie

### Antwerpen
- Aartselaar: Sint-Leonardus
- Achterbos: Sint-Apollonia
- Antwerpen: Onze-Lieve-Vrouw, Sint-Walburgis, Sint-Michiel, Sint-Jacob, Sint-Andries, Sint-Amandus, Sint-Paulus
- Balen: Sint-Andries
- Beerzel: Sint-Remigius
- Berchem: Sint-Willibrordus
- Berendrecht: Sint-Jan-Baptist
- Berlaar: Sint-Pieter
- Bevel: Onze-Lieve-Vrouw
- Boechout: Sint-Bavo
- Bonheiden: Onze-Lieve-Vrouw, Sint-Ludwina
- Booischot: Sint-Salvator
- Boom: Onze-Lieve-Vrouw en Sint-Rochus
- Borsbeek: Sint-Jacobus
- Bouwel: Onze-Lieve-Vrouw
- Brasschaat: Sint-Antonius
- Brecht: Sint-Michiel
- Broechem:  Onze-Lieve-Vrouw
- Burcht: Sint-Maarten
- Dessel: Nicolaas
- Duffel: Sint-Martinus
- Eindhout: Sint-Lambertus
- Ekeren: Lambertus van Maastricht
- Ezaart: Sint-Willibrordus

- Geel: Sint-Dymphna
- Gestel (Berlaar): Sint-Lambertus
- Gierle: Onze-Lieve-Vrouw Geboorte
- Hallaar: Onze-Lieve-Vrouw van Altijddurende Bijstand
- Halle: Sint-Martinus
- Itegem: Sint-Guibert
- Heist-op-den-Berg: Sint-Lambertus
- Hulshout: Sint-Mattheüs
- Kalfort: Onze-Lieve-Vrouw-ten-Traan
- Kontich: Sint-Martinus, Heilige Rita
- Lier: Sint-Gummarus
- Mortsel: Sint-Benedictus
- Mechelen: Sint-Rombout, Onze-Lieve-Vrouw van Hanswijk
- Oud-Turnhout: Sint-Bavo
- Puurs: Sint-Petrus
- Rijmenam: Sint-Maarten
- Sint-Amands: Sint-Amandus
- Sint-Antonius Zoersel: Sint-Antonius
- Tielen: Sint-Margarita
- Turnhout: Sint-Petrus
- Waarloos: Sint-Michiel
- Vosselaar: Onze-Lieve-Vrouw
- Wilrijk: Sint-Bavo
- Wommelgem: Sint-Petrus en Sint-Paulus
- Zoersel: Sint-Elisabeth

### Henegouwen
- Acoz: Sint-Maarten
- Anderlues: Odette, Sint-Medardus
- Angre: Sint-Maarten

- Bailleul: Sint-Amandus
- Bergen: Sint-Waldetrudis
- Doornik: Sint-Piatus, Sint-Eleutherius, Onze-Lieve-Vrouw van Vlaanderen

### Limburg
- Aalst (Sint-Truiden): Onze-Lieve-Vrouw
- Achel: Sint-Monulphus en Sint-Gondulphus
- Alt-Hoeselt: Sint-Lambertus
- Aldeneik: Sint-Anna, Harlindis en Relindis
- Alken: Sint-Aldegonde
- Beverst: Sint-Gertrudis
- Bilzen: Sint-Mauritius
- Boorsem: Sint-Joris
- Borgloon: Sint-Lambertus, Sint-Odulphus
- Bree: Sint-Michiel

- Brustem: Sint-Laurentius
- Genk: Sint-Martinus
- Gingelom: Sint-Pieter
- Gingelom (Niel): Sint-Sebastiaan
- Gingelom (Montenaken): Sint-Martinus
- Hoepertingen: Sint-Job
- Houthalen-Helchteren: Sint-Martinus
- Teuven: Sint-Pieter
- Kleine-Brogel: Sint-Ursula
- Kuringen: Sint-Gertrudis
- Zonhoven: Sint Quintinus

### Luik
- Amay: Sint-Joris
- Amel: Sint-Hubertus
- Ans: Sint-Martinus
- Aubel: Sint-Hubertus
- Avennes: Sint-Remigius
- Berneau: Sint-Servaas
- Bitsingen: Sint-Pieter
- Blegny: Sint-Gertrudis

- Bolbeek: Sint-Jan-Baptist
- Borgworm: Sint-Pieter
- Born: Sint-Lucia
- Büllingen: Sint-Elooi
- Burdinne: Onze-Lieve-Vrouw
- Bütgenbach: Sint-Steven
- Luik: Sint-Lambertus
- Sankt-Vith: Sint-Vitus

### Luxemburg
- Aarlen: Sint-Maarten
- Amberloup: Sint-Maarten
- Bastenaken: Sint-Pieter

- Martelange: Sint-Maarten
- Tintange: Sint-Remigius

### Namen
- Andenne: Sint-Begga
- Annevoie: Sint-Antonius

- Beauraing: Sint-Maarten

### Oost-Vlaanderen
- Aalst: Sint-Maarten
- Afsnee: Sint-Jan-Baptist
- Appels: Sint-Apollonia
- Astene: Sint-Amandus en Sint-Job
- Baasrode: Sint-Ursmarus
- Baasrode - Vlassenbroek: Sint-Gertrudis
- Baasrode - Briel: Onze-Lieve-Vrouw van Den Briel
- Bazel: Sint-Pieter
- Beerlegem: Sint-Andries
- Berlare: Sint-Maarten
- Beveren-Waas: Sint-Maarten
- Buggenhout: Sint-Niklaas
- Denderbelle: Sint-Martinus
- Dendermonde: Onze-Lieve-Vrouw
- Dendermonde-Keur: Sint-Jozef-Arbeider
- Dendermonde-St.-Gillis-Binnen: Sint-Egidius
- De Pinte: Sint-Nicolaas van Tolentijn
- Brakel (Elst): Sinte-Apollonia
- Bisdom Gent: Sint-Bavo
- Grembergen: Sint-Margareta
- Huise: Sint-Petrus en Urbanus
- Kruishoutem: Sint-Eligius
- Lebbeke: Onze-Lieve-Vrouw-Geboorte
- Lebbeke-Heizijde: Sint-Jan-Vianney
- Lebbeke-Minnestraat: Heilig Kruis
- Lokeren: Sint-Laurentius

- Mespelare: Sint-Aldegonde
- Nokere: Sint-Ursmarus
- Buggenhout (Opstal): Sint-Gerardus-Majella
- Buggenhout (Opdorp): Sint-Amandus
- Oudegem: Onze-Lieve-Heer-Hemelvaart
- Ouwegem: Sint-Jan-Baptist
- Ronse: Sint-Hermes
- Sint-Gillis-bij-Dendermonde: Sint-Egidius
- Sint-Gillis-bij-Dendermonde - Boonwijk: Onze-Lieve-Vrouw van Zwijveke
- Sint-Gillis-bij-Dendermonde - Lutterzele: Sint-Lutgardis
- Schoonaarde: Onze-Lieve-Vrouw van Zeven Weeën
- Sint-Niklaas: Nicolaas van Myra
- Sint-Pauwels: Sint-Paulus
- Temse: Sint-Amelberga
- Wachtebeke: Sint-Catharina
- Wannegem: Sint-Machutus
- Waterland-Oudeman: Sint-Niklaas
- Watervliet: Onze-Lieve-Vrouw
- Wieze: Sint-Salvator
- Zele: Sint-Ludgerus
- Zele, Kouterparochie: Onze-Lieve-Vrouw van Zeven Weeën
- Zele, parochie Heikant: Sint Jozef en Sint Antonius
- Zele, parochie Durmen: Heilig-Hart
- Zele, parochie Huivelde: Sint-Jozef
- Zevergem: Onze-Lieve-Vrouw
- Zingem: Sint-Bavo

### Vlaams-Brabant
- Aarschot: Sint-Rochus
- Asse: Sint-Martinus
- Averbode: Sint-Jan-Baptist
- Begijnendijk: Sint-Lucia
- Assent:  Onze-Lieve-Vrouw
- Betekom: Sint-Laurentius
- Bekkevoort: Sint-Pieter
- Bierbeek: Sint-Hilarius
- Bollebeek: Sint-Antonius
- Brussegem: Sint-Stefanus
- Dilbeek: Sint-Alena

- Grimbergen: Sint-Servaas
- Hoegaarden: Sint-Gorgonius
- Hoksem: Sint-Jan-Evangelist
- Leuven: Sint-Pieter
- Mazenzele: Sint-Pieter
- Meldert: Sint-Ermelindis
- Melsbroek: Sint-Maarten
- Mollem: Sint-Stefanus
- Opwijk: Sint-Paulus
- Ossel: Johannes-de-Doper
- Outgaarden: Sint-Niklaas
- Tienen: Onze-Lieve-Vrouw en Sint-Germanus
- Wilsele-Putkapel: Sint-Agatha
- Zemst: Sint-Pieter
- Zemst-Laar: Sint-Engelbertus en Sint-Bernardus
- Zoutleeuw: Sint-Leonardus

### West-Vlaanderen
- Aalbeke: Sint-Cornelis
- Aarsele: Sint-Maarten
- Aartrijke: Sint-Andries
- Adinkerke: Sint-Audomarus
- Alveringem: Sint-Audomarus
- Anzegem: Sint-Jan-Baptist en Sint-Elooi
- Ardooie: Sint-Maarten
- Assebroek: Onze-Lieve-Vrouw
- Avekappelle: Sint-Michiel
- Avelgem: Sint-Maarten
- Bavikhove: Sint-Amandus
- Beernem: Sint-Amandus
- Beerst: Sint-Wandregeselus
- Beitem: Sint-Godelieve
- Bekegem: Sint-Amandus
- Bellegem: Sint-Amandus
- Beselare: Sint-Maarten
- Beveren (Alveringem): Sint-Audomarus
- Beveren (Roeselare): Heilig Kruis, Sint-Germanus
- Beveren-Leie: Sint-Jan-Baptist
- Bikschote: Sint-Andries
- Bissegem: Sint-Amandus
- Blankenberge: Sint-Antonius
- Boezinge: Sint-Michiel
- Booitshoeke: Sint-Audomarus
- Bovekerke: Sint-Gertrudis
- Bredene: Sint-Rijker
- Brielen: Onze-Lieve-Vrouw
- Brugge: Sint-Donaas, Sint-Andries
- Bulskamp: Sint-Bertinus
- Dadizele: Onze-Lieve-Vrouw onbevlekt ontvangen
- Deerlijk: Sint-Anna
- De Haan: Sint-Monica
- Desselgem: Sint-Maarten
- Dikkebus: Sint-Jan-Baptist
- Diksmuide: Sint-Niklaas
- Dranouter: Sint-Jan-Baptist
- Dudzele: Sint-Pieter
- Elverdinge: Sint-Pieter en Sint-Paulus
- Eernegem: Sint-Medardus
- Elzendamme: Sint-Brigitta
- Emelgem: Sint-Pieter
- Esen: Sint-Pieter
- Ettelgem: Sint-Elooi
- Geluveld: Sint-Margriet
- Geluwe: Sint-Denijs
- Gijverinkhove: Sint-Pieter
- Gistel: Onze-Lieve-Vrouw
- Gits: Sint-Jacob
- Gullegem: Sint-Amandus
- Haringe: Sint-Maarten
- Handzame: Sint-Hadrianus
- Heestert: Onze-Lieve-Vrouw
- Heist: Sint-Antonius
- Heule: Sint-Eutropius
- Hollebeke: Onze-Lieve-Vrouw
- Hooglede: Sint-Amandus
- Hoogstade: Sint-Lambertus
- Houtem:  Onze-Lieve-Vrouw
- Houthave: Sint-Bavo en Sint-Machutus
- Houthulst: Sint-Jan-Baptist
- Hulste: Sint-Pieter
- Ichtegem: Sint-Michiel
- Ieper: Sint-Niklaas, Sint-Pieter, Sint-Maarten
- Ingelmunster: Sint-Amandus
- Izegem: Sint-Tillo
- Jabbeke: Sint-Blasius
- Kaaskerke: Sint-Bartolomeus
- Kachtem: Sint-Jan-Baptist
- Kanegem: Sint-Bavo
- Keiem: Sint-Niklaas
- Kemmel: Sint-Laurentius
- Klemskerke: Sint-Clemens
- Klerken: Sint-Laurentius
- Knokke: Sint-Margriet
- Knokke-Zoute: Onze-Lieve-Vrouw
- Koekelare: Sint-Maarten
- Koksijde Sint-Pieter
- Koolkerke: Sint-Niklaas
- Kooigem: Sint-Laurentius
- Koolskamp: Sint-Maarten
- Kuurne: Sint-Michiel
- Langemark: Onze-Lieve-Vrouw
- Lauwe: Sint-Bavo
- Ledegem: Sint-Pieter
- Leffinge: Onze-Lieve-Vrouw
- Leisele: Sint-Maarten
- Leke: Sint-Niklaas
- Lendelede: Sint-Blasius
- Lichtervelde: Sint-Jacob
- Lo: Sint-Pieter
- Loker: Sint-Pieter
- Lombardsijde: Onze-Lieve-Vrouw
- Loppem: Sint-Maarten
- Mannekensvere: Onze-Lieve-Vrouw
- Marke: Sint-Brixius
- Meetkerke: Onze-Lieve-Vrouw
- Menen: Sint-Vaast
- Merkem: Sint-Bavo

- Meulebeke: Sint-Amandus
- Middelkerke: Sint-Willibrord
- Moen: Sint-Elooi
- Moorslede: Sint-Maarten
- Nieuwkapelle: Sint-Pieter, Sint-Guthago
- Nieuwkerke:  Onze-Lieve-Vrouw
- Nieuwmunster: Sint-Bartolomeus
- Nieuwpoort: Onze-Lieve-Vrouw
- Noordschote: Sint-Barnabas
- Oedelem: Sint-Lambert
- Oekene: Sint-Maarten
- Oostduinkerke: Sint-Niklaas
- Oostkamp: Sint-Pieter
- Oostende: Sint-Pieter en Sint-Paulus
- Oostnieuwkerke: Onze-Lieve-Vrouw
- Oostvleteren: Sint-Amatus
- Otegem: Sint-Amatus en Sint-Anna
- Oudekapelle: Sint-Jan-Baptist
- Oudenburg: Onze-Lieve-Vrouw
- Passendale: Sint-Audomarus
- Pervijze: Sint-Niklaas en Sint-Katrien
- Pittem: Onze-Lieve-Vrouw
- Poelkapelle: Onze-Lieve-Vrouw
- Pollinkhove: Sint-Bartolomeus
- Poperinge: Sint-Bertinus
- Ramskapelle: Sint-Laurentius
- Rekkem: Sint-Niklaas
- Reninge: Sint-Richtrudis
- Reningelst: Sint-Vaast
- Roesbrugge: Sint-Maarten
- Roeselare: Sint-Amandus en Sint-Michiel
- Roksem: Sint-Michiel
- Rollegem: Sint-Antonius
- Rollegem-Kapelle: Sint-Jan-Baptist
- Ruddervoorde: Sint-Elooi
- Ruiselede: Onze-Lieve-Vrouw
- Rumbeke: Sint-Pieter
- Schore: Onze-Lieve-Vrouw
- Schuiverskapelle: Onze-Lieve-Vrouw
- Sint-Andries: Sint-Andries
- Sint-Baafs-Vijve: Sint-Bavo
- Sint-Eloois-Vijve: Sint-Elooi
- Sint-Eloois-Winkel: Sint-Elooi
- Sint-Jacobs-Kapelle: Sint-Jacob
- Sint-Pieters: Sint-Pieter
- Sint-Pieters-Kapelle: Sint-Pieter
- Slijpe: Sint-Niklaas
- Slypskapelle: Sint-Theresia
- Sint-Denijs: Sint-Denijs
- Snaaskerke: Sint-Cornelis
- Snellegem: Sint-Elooi
- Staden: Sint-Jan-Baptist
- Staden-Vijfwegen: Sint-Elooi
- Stalhille: Sint-Jan-Baptist
- Stasegem: Sint-Augustinus
- Stene: Sint-Anna
- Stuivekenskerke: Sint-Pieter
- Tielt: Onze-Lieve-Vrouw
- Torhout: Sint-Pieter
- Uitkerke: Sint-Amandus
- Veldegem: Onze-Lieve-Vrouw
- Veurne: Sint-Walburga
- Vinkem: Sint-Audomarus
- Vladslo: Sint-Maarten
- Vlamertinge: Sint-Vaast
- Vlissegem: Sint-Blasius
- Voormezele: Onze-Lieve-Vrouw
- Waardamme: Sint-Blasius
- Waregem: Sint-Blasius
- Werken: Sint-Maarten
- Wervik: Sint-Medardus
- Westende: Sint-Laurentius
- Westkerke: Sint-Audomarus
- Westrozebeke: Sint-Bavo
- Westouter: Sint-Elooi
- Westvleteren: Sint-Martinus
- Wevelgem: Sint-Hilarius
- Wijnendale: Sint-Jozef en Karel de Goede
- Wijtschate: Sint-Medardus
- Wilskerke: Sint-Guillelmus
- Wingene: Sint-Jan-Baptist
- Woesten: Sint-Richtrudis
- Woumen: Sint-Andries
- Wulpen: Sint-Willibrord
- Wulvergem: Sint-Machutus
- Wulveringem:  Onze-Lieve-Vrouw
- Zande: Sint-Andries
- Zarren: Sint-Denijs
- Zandvoorde: Sint-Bartolomeus
- Zedelgem: Sint-Elooi
- Zeebrugge: Sint-Donaas
- Zerkegem: Sint-Vaast
- Zevekote: Onze-Lieve-Vrouw
- Zillebeke: Sint-Katrien
- Zuienkerke: Sint-Michiel
- Zwevegem: Sint-Amandus
- Zwevezele: Sint-Aldegonde

## België op alfabet

### A
- Aarschot: Sint-Rochus
- Anderlecht: Sint-Guido
- Asse: Sint-Martinus

### B
- Balgerhoeke: Sint-Antonius van Padua
- Barbençon: Sint-Lambertus
- Barchon: Sint-Clemens
- Batsheers: Sint-Steven
- Bavikhove: Sint-Amandus
- Baudour: Sint-Maarten
- Béclers: Sint-Pieter
- Beernem: Sint-Amandus
- Beerst: Sint-Wandregeselus
- Beitem: Sint-Godelieve
- Bekegem: Sint-Amandus
- België: Sint-Jozef
- Bellegem: Sint-Amandus
- Berbroek: Onze-Lieve-Vrouw
- Berg: Sint-Maarten
- Bergom: Onze-Lieve-Vrouw ten Hemel Opgenomen
- Bergvijver (Aarschot): Onze-Lieve-Vrouw van Smarten
- Berlingen: Sint-Agatha
- Beselare: Sint-Maarten
- Boirs: Sint-Lambertus
- Beveren: Sint-Maarten
- Beveren (Alveringem): Sint-Audomarus
- Beveren (Roeselare): Heilig Kruis, Sint-Germanus
- Beveren-Leie: Sint-Jan-Baptist
- Bevingen: Sint-Lambertus
- Bierk: Sint-Maarten
- Bikschote: Sint-Andries

- Binderveld: Sint-Jan-Baptist
- Bissegem: Sint-Amandus
- Blanden: Sint-Jan
- Blankenberge: Sint-Antonius
- Blaregnies: Sint-Gorik
- Blauberg: Onze-Lieve-Vrouw Onbevlekt Ontvangen
- Bléharies: Sint-Aybertus
- Boekhout: Sint-Pieter
- Boezinge: Sint-Michiel
- Bollebeek: Sint-Antonius
- Bommershoven: Sint-Alfons
- Booischot: Sint-Salvator
- Booitshoeke: Sint-Audomarus
- Borlo: Sint-Pieter
- Bossuit: Sint-Amelberga
- Bovekerke: Sint-Gertrudis
- Bougnies: Sint-Maarten
- Bouvy: Sint-Antonius
- Brabant: Sint-Gertrudis, Sint-Amelberga
- Bredene: Sint-Rijker
- Brielen: Onze-Lieve-Vrouw
- Brugge: Sint-Donaas, Sint-Andries
- Brussegem: Sint-Stefanus
- Brussel: Sint-Michiel en Sint-Goedele, Sint-Gorik
- Bulskamp: Sint-Bertinus
- Buvingen: Sint-Trudo

### C
- Cambron-Casteau: Sint-Vincentius
- Castillon: Sint-Maarten
- Celles: Sint-Madelberta
- Cens: Onze-Lieve-Vrouw
- Cerfontaine: Sint-Lambertus
- Champion: Sint-Katrien
- Chantemelle: Sint-Michiel
- Chardeneux: Onze-Lieve-Vrouw
- Chastrès: Sint-Maarten
- Chavanne et Charneux: Sint-Katrien
- Chaussée-Notre-Dame-Louvignies: Onze-Lieve-Vrouw
- Chêne-al'Pierre: Sint-Elooi
- Cheratte: Sint-Jozef

- Chiny: Sint-Walburga
- Ciney: Sint-Niklaas
- Clermont: Sint-Pieter
- Comblain-au-Pont: Sint-Maarten
- Comblain-la-Tour: Sint-Clemens
- Cordes: Sint-Joris
- Corroy-le-Château: Sint-Lambertus
- Corswarem: Sint-Victor
- Coutisse: Sint-Hubertus
- Crupet: Sint-Maarten
- Cuesmes: Sint-Remigius
- Cugnon: Sint-Remigius
- Custinne: Sint-Helena

### D
- Daknam: Onze-Lieve-Vrouw
- Dalhem: Sint-Pancraas
- Denderbelle: Sint-Maarten
- Denderleeuw: Sint-Amandus
- Dendermonde: Sint-Christiana
- Dentergem: Onze-Lieve-Vrouw en Sint-Steven
- De Pinte: Sint-Nicolaas van Tolentijn
- Destelbergen: Onze-Lieve-Vrouw
- Diest: Sint-Jan Berchmans
- Dikkele: Sint-Pieter

- Dilbeek: Sint-Alena
- Dilsen: Sint-Maarten
- Dinant: Onze-Lieve-Vrouw
- Dison: Sint-Fiacrius
- Doel: Onze-Lieve-Vrouw
- Donk: Onze-Lieve-Vrouw
- Dottenijs: Sint-Amandus
- Drongen: Sint-Gerulfus
- Doomkerke: Sint-Carolus
- Doornik: Sint-Piatus, Sint-Eleutherius

### E
- Eben-Emael: Sint-Joris
- Edegem: Onze-Lieve-Vrouw, Sint-Antonius
- Edingen: Sint-Amandus
- Eeklo: Sint-Vincentius
- Eigenbilzen: Sint-Ursula
- Eigenbrakel: Sint-Gertrude
- Eindhout: Sint-Lambertus
- Eisden: Sint-Willibrord
- Ekeren: Sint-Lambertus
- Eksaarde: Onze-Lieve-vrouw
- Elen: Sint-Pieter
- Elsenborn: Sint-Bartolomeus
- Elversele: Sint-Margriet
- Emblem: Sint-Gommaar

- Engelmanshoven: Sint-Jan-Baptist
- Engsbergen: Sint-Lucia
- Ere: Sint-Amandus
- Esneux: Sint-Hubertus
- Esquelmes: Sint-Eleutherius
- Essen: Onze-Lieve-Vrouw
- Essene: Sint Antonius
- Estaimpuis: Sint-Bartholomeüs
- Etterbeek: Sint-Gertrude
- Eugis: Sint-Remigius
- Eupen: Sint-Niklaas
- Evere: Sint Vincentius
- Évregnies: Sint-Vast
- Eynatten: Sint-Jan-Baptist

### F
- Familleureux: Sint-Bartolomeus
- Feluy: Sint-Aldegonde
- Feneur: Sint-Lambertus
- Flémalle-Grande: Sint-Jan-Baptiste
- Flémalle-Haute: Sint-Mattias
- Flawinne: Onze-Lieve-Vrouw
- Floreffe: Sint-Amandus
- Florennes: Sint-Gangulphus

- Fooz: Onze-Lieve-Vrouw
- Fontaine-l'Évêque: Sint-Vaast
- Fosses-la-Ville: Sint-Foillan
- Fraiture: Sint-Hilarius
- Froidfontaine: Sint-Katrien
- Francorchamps: Sint-Joris
- Frasnes-lez-Buissenal: Sint-Vaast

### G
- Galmaarden: Sint-Pieter
- Gaurin-Ramecroix: Sint-Vaast
- Gedinne: Onze-Lieve-Vrouw
- Geel: Sint-Dymphna
- Geer: Sint-Hubertus
- Geetbets: Onze-Lieve-Vrouw
- Geistingen: Sint-Lambertus
- Gelinden: Sint-Kwinten
- Gellik: Sint-Laurentius
- Gelrode: Sint-Cornelius
- Gembloers: Sint-Guibert
- Gemmenich: Sint-Hubertus
- Genk: Sint-Maarten
- Gent: Sint-Lieven, Sint-Macharius - Sint-Bavo is de patroonheilige van het bisdom Gent
- Genoelselderen: Sint-Maarten
- Geraardsbergen: Sint-Bartolomeus
- Gerpinnes: Aartsengel Michaël en Sint-Rolende
- Gestel: Sint-Lambertus
- Goeferdinge: Sint-Bavo
- Gijmel: Onze-Lieve-Vrouw van Fatima

- Gijzelbrechtegem: Sint-Mattheüs
- Gily: Sint-Remigius
- Givry: Sint-Maarten
- Glaaien: Sint-Victor
- Gontrode: Sint-Bavo
- Gorsem: Onze-Lieve-Vrouw
- Gors-Opleeuw: Sint-Maarten
- Gotem: Sint-Denijs
- Grandmetz: Sint-Michiel
- Grazen: Onze-Lieve-Vrouw
- Grimbergen: Sint-Servaas
- Grimminge: Onze-Lieve-Vrouw
- Grâce: Sint-Remigius
- Graven: Sint-Joris
- 's-Gravenbrakel: Sint-Gorik
- Grobbendonk: Sint-Lambertus
- Grootlo: Heilige Naam Jezus
- Groot-Gelmen: Sint-Maarten
- Groot-Loon: Sint-Servaas
- Grote Spouwen: Sint-Lambertus
- Gutschoven: Driekoningen

### H
- Haasdonk: Sint-Jacob
- Haasrode: Onze-Lieve-Vrouw
- Haccourt: Sint-Hubertus
- Haine-Saint-Paul: Sint-Paulus
- Haine-Saint-Pierre: Sint-Pieter
- Halen: Sint-Petrus
- Hallaar: Onze-Lieve-Vrouw van Altijddurende Bijstand
- Halle-Zoersel: Sint-Martinus
- Hamoir: Onze-Lieve-Vrouw
- Haren: Sint-Pieter
- Halle: Onze-Lieve-Vrouw
- Halmaal: Sint-Pieter en Sint-Paulus
- Hamme: Sint-Pieter
- Hannuit: Sint-Christoffel
- Hasselt: Sint-Kwinten
- Havré: Sint-Maarten
- Heers: Sint-Maarten
- Hees: Sint-Kwinten
- Heist-Goor: Sint-Alfonsius van Liguori
- Heist-op-den-Berg: Sint-Lambertus
- Heist-Station: Heilig Hart van Jezus
- Heks: Onze-Lieve-Vrouw
- Helkijn: Sint-Jan-Baptist
- Hemiksem: Sint-Niklaas
- Hendrieken: Sint-Lambertus
- Heppenbach: Sint-Elooi
- Heppeneert: Sint-Gertrudis
- Herbeumont: Sint-Niklaas
- Herderen: Sint-Jan-Baptist
- Herentals: Sint-Waltrudis
- Herenthout: Sint-Pieter en Sint-Pauwel

- Herk-de-Stad: Sint-Maarten
- Hermalle-sous-Argenteau: Sint-Lambertus
- Hermée: Sint-Jan-Baptist
- Herne: Sint-Petrus
- Herselt: Sint-Servatius
- Herstal: Sint-Lambertus
- Herstappe: Sint-Jan-Baptist
- Hertsberge: Sint-Jan
- Herve: Sint-Jan-Baptist
- Herzele: Sint-Maarten
- Heure-le-Romain: Sint-Remigius
- Hoei: Onze-Lieve-Vrouw
- Hoepertingen: Sint-Vaast
- Hoeselt: Sint-Steven
- Hoevenen: Onze-Lieve-Vrouw
- Holsbeek: Onze-Lieve-Vrouw
- Hoogstraten: Sint-Katrien
- Houdeng-Aimeries: Sint-Jan-Baptist
- Houdeng-Goegnies: Sint-Gorik
- Horpmaal: Sint-Lambertus
- Houffalize: Sint-Katrien
- Housse: Sint-Jan-Baptist
- Houtain-sous-Siméon: Sint-Simeon
- Houtvenne: Sint-Adriaan
- Houyet: Sint-Hadelinus
- Hove: Sint-Jozef
- Howardries: Maria Magdalena
- Huise: Sint-Petrus en Urbanus
- Hulshout: Sint-Mattheus
- Hundelgem: Sint-Amandus

### I
- Idegem: Sint-Pieter
- Ingooigem: Sint-Antonius

- Itegem: Sint-Guibert

### J
- Jambes: Sint-Symphorianus
- Jemelle: Sint-Margriet
- Jemeppe-sur-Meuse: Sint-Lambertus
- Jemeppe-sur-Sambre: Sint-Lambertus

- Jeuk: Sint-Joris
- Jollain-Merlin: Sint-Salvius
- Jolimont: Sint-Hubertus

### K
- Kaggevinne: Kind Jezus
- Kallo: Sint¨-Pieter en Sint-Pauwel
- Kalmthout: Onze-Lieve-Vrouw
- Kanne: Sint-Hubertus
- Kapellen: Sint-Jacobus
- Kaster: Sint-Pieter
- Keerbergen: Sint-Michiel
- Keiberg: Sint-Jozef
- Kelmis: Onze-Lieve-Vrouw
- Kemzeke: Sint-Jacob
- Kerkem: Sint-Pieter
- Kerkhove: Sint-Amandus
- Kerkom-bij-Sint-Truiden: Sint-Maarten
- Kessel: Sint-Lambertus
- Kesselt: Sint-Michiel
- Kettenis:  Sint-Katrien
- Kieldrecht: Sint-Michiel

- Klein-Gelmen: Onze-Lieve-Vrouw
- Knesselare: Sint-Willibrord
- Koewacht: Sint-Filippus en Sint-Jacob
- Komen: Sint-Chrysolius
- Koningshooikt: Sint-Jan
- Koniksem: Sint-Servaas
- Kontich: Sint-Maarten
- Kokejane: Onze-Lieve-Vrouw
- Kortenaken: Sint-Amor
- Kortijs: Maria Magdalena
- Kotem: Sint-Philomena
- Kozen: Sint-Laurentius
- Kruishoutem: Sint-Elooi
- Kumtich: Sint-Gillis
- Kuttekoven: Sint-Jan-Baptist
- Kwaremont: Sint-Amandus

### L
- La Louvière: Sint-Vaast
- Lanaken: Sint-Ursula
- Landen: Sint-Gertrudis
- Langdorp: Sint-Pieter
- Lanklaar: Sint-Paulus
- La Louvière: Sint-Jozef
- La Roche-en-Ardenne: Sint-Niklaas
- Lauw: Sint-Pieter
- Lebbeke: Onze-Lieve-Vrouw
- Lede: Sint-Dionysius
- Leernes: Sint-Maarten
- Leers-Nord: Sint-Vaast
- Leeuwergem: Sint-Amandus
- Léglise: Sint-Maarten
- Lembeke: Sint-Gillis
- Lens: Sint-Maarten
- Lens-Saint-Remy: Sint-Remigius
- Le Rœulx: Sint-Lambertus
- Lessen: Sint-Pieter
- Leut: Sint-Pieter

- Leuven: Sint-Pieter
- Leuze: Sint-Ludgerus
- Lier: Sint-Gummarus
- Liers: Sint-Remigius
- Lieze: Sint-Lambertus
- Lillo: Sint-Benedictus
- Limburg: Sint-Joris
- Lint: Onze-Lieve-Vrouw
- Lissewege: Onze-Lieve-Vrouw
- Linkhout: Sint-Trudo
- Lobbes: Sint-Ursmarus
- Lochristi: Sint-Niklaas
- Loenhout: Sint-Pieter en Sint-Paulus
- Lokeren: Sint-Laurentius
- Loksbergen: Sint-Andreas
- Loncin: Sint-Remigius
- Longtain: Onze-Lieve-Vrouw
- Lovenjoel: Sint-Lambertus
- Luik: Sint-Lambertus
- Lummen: Onze-Lieve-Vrouw

### M
- Maarke: Sint-Elooi
- Maaseik: Sint-Catharina
- Mageret: Sint-Maarten
- Maizeret: Sint-Maarten
- Maldegem: Sint-Barbara
- Malempré: Sint-Maarten
- Malonne: Sint-Bertwinus
- Malmedy: Sint-Pieter en Sint-Paulus, Sint-Quirinus
- Marche-en-Famenne: Sint-Remaclus
- Marche-les-Dames: Onze-Lieve-Vrouw
- Maredret: Sint-Jan-Baptist
- Mariakerke: Onze-Lieve-Vrouw
- Markegem: Sint-Amandus
- Marneffe: Onze-Lieve-Vrouw
- Martelange: Sint-Maarten
- Martenslinde: Sint-Maarten
- Marvie: Sint-Steven
- Massenhoven: Sint-Steven
- Matagne-la-Grande: Sint-Laurentius
- Matagne-la-Petite: Sint-Remigius
- Maulde: Sint-Thomas
- Mechelen: Sint-Rombout
- Mechelen-aan-de-Maas: Sint-Monulphus en Sint-Gondulphus
- Mechelen-Bovelingen: Sint-Anna
- Meerhout: Sint-Trudo
- Mehaigne: Sint-Pieter
- Meilegem: Sint-Maarten
- Meldert (bij Lummen): Sint-Willibrord
- Melle: Sint-Maarten
- Mellet: Sint-Maarten
- Mellier: Sint-Pieter en Sint-Paulus
- Melsbroek: Sint-Maarten
- Membruggen: Sint-Hubertus
- Mendonk: Sint-Bavo
- Menufontaine: Sint-Jan
- Merbes-le-Château: Sint-Maarten
- Merbes-Sainte-Marie: Onze-Lieve-Vrouw
- Merendree: Sint-Radegundis
- Mertenne: Sint-Folianus
- Mesen: Sint-Niklaas
- Mespelare: Sint-Aldegonde

- Messelbroek: Sint-Michiel
- Mettekoven: Sint-Maarten
- Mettet: Sint-Jan-Baptist
- Meux: Onze-Lieve-Vrouw
- Meyerode: Sint-Maarten
- Michamps: Sint-Hubertus
- Middelburg (België) Sint-Pieter en Sint-Pauwel
- Mignault: Sint-Maarten
- Millegem: Sint-Odrada
- Mohiville: Sint-Pieter
- Molenbeek: Sint-Laurentius
- Millen: Sint-Steven
- Milmort: Sint-Hubertus
- Miskom: Sint-Germanus
- Moelingen: Onze-Lieve-Vrouw
- Moere: Sint-Niklaas
- Moerbeke: Sint-Antonius
- Moere: Sint-Niklaas
- Moerbeke (Geraardsbergen): Onze-Lieve-Vrouw
- Moerzeke: Sint-Maarten
- Moeskroen: Sint-Bartolomeus
- Mol: Sint-Pieter en Sint-Paulus
- Mol-Donk: Sint-Antonius
- Moinet: Sint-Brixius
- Molembais-Saint-Pierre: Sint-Pieter
- Molenstede: Sint-Jozef
- Montegnée: Sint-Remigius
- Montenaken: Sint-Maarten
- Mont-Gauthier: Sint-Remigius
- Montplainchamps: Sint-Bernardus
- Rouvroy/Torgny-Montquentin: Sint-Kwinten
- Mont-Saint-André: Sint-Andries
- Montzen: Sint-Steven
- Mopertingen: Sint-Katrien
- Moresnet: Sint-Remigius
- Morialmé: Sint-Maarten
- Morkhoven: Sint-Niklaas
- Mortroux: Sint-Lucia
- Mortsel: Sint-Benedictus
- Munkzwalm: Sint-Mattheus

### N
- Nadrin: Sint-Margriet
- Nalinnes: Onze-Lieve-Vrouw
- Namen: Sint-Albaan
- Néchin: Sint-Amandus
- Nederboelare: Sint-Macharius
- Neerepen: Sint-Ludgerus
- Neerharen: Sint-Lambertus
- Neerheilissem: Sint-Sulpicius
- Neeroeteren: Sint-Lambertus
- Nerem: Sint-Servaas
- Neufchâteau (provinvie Luxemburg): Sint-Michiel
- Neufchâteau (provincie Luik): Sint-Laurentius

- Neuvillers: Sint-Elooi
- Niel: Onze-Lieve-Vrouw
- Niel-bij-Sint-Truiden: Sint-Sebastiaan
- Nieuwerkerken: Sint-Pieter
- Nieuwrode: Sint-Lambertus
- Nijlen: Onze-Lieve-Vrouw
- Nijvel: Sint-Gertrudis
- Ninove
- Nisramont: Sint-Hubertus
- Nokere: Sint-Ursmarus
- Noorderwijk: Sint-Bavo
- Nudorp: Sint-Lambertus

### O
- Obaix: Onze-Lieve-Vrouw
- Obourg: Sint-Amandus
- Odeigne: Sint-Donaas
- Oelegem: Onze-Lieve-Vrouw
- Oerle: Sint-Clemens
- Oeselgem: Sint-Martinus
- Oevel: Sint-Michiel
- Ogy: Sint-Maarten
- Okselaar: Heilig Hart en Sint-Antonius van Padua
- Olen: Onze-Lieve-Vrouw
- Olloy-sur-Viroin:
- Olmen: Sint-Willibrord
- Onkerzele: Sint-Maarten
- Onze-Lieve-Vrouw-Lombeek: Onze-Lieve-Vrouw
- Ooike: Sint-Amandus
- Oombergen: Sint-Maarten
- Oostakker: Sint-Amandus
- Oostkerk: Sint-Maarten
- Oostmalle: Sint-Laurentius
- Opdorp: Sint-Amandus

- Opheers: Sint-Lambertus
- Opoeteren: Sint-Denijs
- Opglabbeek: Sint-Lambert
- Ophasselt: Sint-Pieter
- Ophoven: Sint-Servaas
- Opvelp: Sint-Antonius
- Ordingen: Sint-Harlindis en Sint-Relindis
- Ortho: Sint-Remigius
- Ossogne: Sint-Gertrudis
- Oudenaarde: Sint-Walburga
- Oud-Heverlee: Sint-Anna
- Ouffet: Sint-Remigius
- Ourodenberg: Heilig Hart
- Ourt: Sint-Theresia
- Outrijve: Sint-Pieter
- Ouwegem: Sint-Jan-Baptist
- Overboelare: Sint-Aldeonde
- Overijse: Sint-Maarten
- Overrepen: Sint-Laurentius

### P
- Pamel: Sint-Gaugericus
- Paulatem: Sint-Genulphus
- Peer: Sint-Trudo
- Pepinster: Sint-Antonius
- Péronnes-lez-Binche: Sint-Maarten
- Perwijs: Sint-Kwinten
- Petigny: Sint-Victor
- Petite Chapelle: Onze-Lieve-Vrouw
- Petit-Rœulx-lez-Nivelles: Sint-Maarten
- Presgaux: Sint-Margriet

- Philippeville: Sint-Filippus
- Pijpelheide: Onze-Lieve-Vrouw en Jozef van Nazareth
- Piringen: Sint-Gertrudis
- Pottes: Sint-Antonius
- Profondeville: Sint-Remigius
- Pry: Sint-Remfridus
- Pulderbos: Onze-Lieve-Vrouw
- Pulle: Sint-Pieter en Sint-Pauwel
- Putte: Sint-Niklaas

### Q
- Quaregnon: Sint-Maarten
- Quenast: Sint-Maarten

- Quévy: Sint-Maarten

### R
- Rachamps: Sint-Lambertus
- Rachecourt: Sint-Rombout
- Radelange: Sint-Rombout
- Raeren: Sint-Niklaas
- Ragnies: Sint-Maarten
- Ramillies: Sint-Hubertus
- Ramsel: Sint-Hubertus
- Ranst: Sint-Pancraas
- Rauw: Sint-Carolus Borromeus
- Rechrival: Sint-Maarten
- Reet: Maria Magdalena
- Rekem: Sint-Pieter
- Remagne: Sint-Hubertus
- Remersdaal: Sint-Heribertus
- Remouchamps: Onze-Lieve-Vrouw
- Retie: Sint-Martinus
- Reuland: Sint-Steven
- Honnay-Revogne: Sint-Steven
- Richelle: Sint-Firminus
- Rijkel: Sint-Jozef
- Rijkhoven: Onze-Lieve-Vrouw
- Riksingen: Sint-Gertrudis

- Rillaar: Sint-Niklaas
- Robelmont: Sint-Maarten
- Roborst: Sint-Denijs
- Romershoven: Sint-Jan-Baptist
- Rongy: Sint-Maarten
- Ronquières: Sint-Gorik
- Ronse: Sint-Hermes
- Rosmeer: Sint-Pieter
- Rossignol: Sint-Niklaas
- Rotem: Sint-Monulphus en Sint-Gondulphus
- Roucourt: Sint-Gorik
- Flamièrges-Roumont: Sint-Gregorius
- Rouveroy: Sint-Remigius
- Rouvroy: Sint-Maarten
- Rozebeke: Onze-Lieve-Vrouw
- Rukkelingen-Loon: Sint-Quirinus
- Rukkelingen-aan-de-Jeker: Sint-Remigius
- Rummen: Sint-Ambrosius
- Rumst: Sint-Pieter
- Runkelen: Sint-Andries
- Rupelmonde: Onze-Lieve-Vrouw
- Rutten: Sint-Maarten

### S
- Sainlez: Sint-Pieter
- Saint-André: Sint-Andries
- Saint-Denis: Sint-Denijs
- Saint-Denis (La Bruyère): Sint-Denijs
- Sainte-Cécile: Sint-Cecilia
- Sainte-Marie-Chevigny: Onze-Lieve-Vrouw
- Sainte-Marie-sur-Semois: Sint-Niklaas
- Sainte-Ode: Sint-Oda
- Saint-Georges: Sint-Joris
- Saint-Gérard: Sint-Gerardus
- Saint-Géry: Sint-Gorik
- Saint-Germain; Sint-Germanus
- Saint-Ghislain: Sint-Ghislenus
- Saint-Hubert: Sint-Hubertus
- Saint-Léger: Sint-Leodegarius
- Saint-Médard: Sint-Medardus
- Saint-Marc (Namen): Sint-Marcus
- Saint-Maur: Sint-Maurus
- Saint-Nicolas (België): Sint-Niklaas
- Saint-Pierre: Sint-Pieter
- Saint-Remy: Sint-Remigius
- Saint-Remy-Geest: Sint-Remigius
- Saint-Séverin: Sint-Severinus
- Saint-Servais: Sint-Servaas
- Saint-Symphorien: Sint-Symphorianus
- Saint-Vaast: Sint-Vaast
- Saint-Vincent: Sint-Rochus
- Salet: Onze-Lieve-Vrouw
- Samrée: Onze-Lieve-Vrouw
- Sankt-Vith: Sint-Vitus
- Sars-la-Bruyère: Sint-Jan-Baptist
- Sart: Sint-Walburga
- Sart-Bernard: Sint-Denijs
- Sart-Tilman: Sint-Hubertus
- Schaffen: Sint-Hubertus
- Schakkebroek: Onze-Lieve-Vrouw
- Schalkhoven: Sint-Brixius
- Schelle (België): Sint-Pieter en Sint-Paulus
- Schendelbeke: Sint-Amandus
- Scherpenheuvel: Onze-Lieve-Vrouw van Scherpenheuvel
- Schilde: Sint-Guibert
- Schoonderbuken: Sint-Jozef en Sint-Antonius
- Schoten: Sint-Cordula
- Schriek: Sint-Jan-Baptist
- Schulen: Sint-Jan-Baptist
- Scy: Sint-Maarten
- Senonchamps: Sint-Remaclus
- Senzeilles: Sint-Lambertus
- Seraing: Onze-Lieve-Vrouw
- 's-Gravenbrakel: Sint-Gorik
- 's Gravenvoeren: Sint-Lambertus
- 's Gravenwezel: Sint-Katrien
- 's Herenelderen: Sint-Steven
- Silenrieux: Sint-Anna
- Sinaai: Sint-Katrien
- Sint-Agatha-Berchem: Sint-Agatha
- Sint-Agatha-Rode: Sint-Agatha
- Sint-Amands: Sint-Amandus
- Sint-Amandsberg: Sint-Amandus

- Sint-Antelinks: Sint-Gertrudis
- Sint-Blasius-Boekel: Sint-Blasius (vroeger Sint-Bavo)
- Sint-Brixius-Rode: Sint-Brixius
- Sint-Denijs: Sint-Dionysius en Sint-Genesius
- Sint-Denijs-Boekel: Sint-Denijs
- Sint-Denijs-Westrem: Sint-Denijs
- Sint-Genesius-Rode: Sint-Genesius
- Sint-Gillis: Sint-Gillis
- Sint-Gillis-bij-Dendermonde: Sint-Gillis
- Sint-Gillis-Waas: Sint-Gillis
- Sint-Goriks-Oudenhove: Sint-Gorik
- Sint-Huibrechts-Lille: Sint-Hubertus
- Sint-Jan-in-Eremo: Sint-Jan-Baptist
- Sint-Jans-Geest: Sint-Jan
- Sint-Job-in-'t-Goor: Sint-Job
- Sint-Joris-Weert: Sint-Joris
- Sint-Kwintens-Lennik: Sint-Kwinten
- Sint-Lambrechts-Herk: Sint-Lambrecht
- Sint-Lambrechts-Woluwe: Sint-Lambrecht
- Sint-Laureins: Sint-Laurentius
- Sint-Laureins-Berchem: Sint-Laurentius
- Sint-Lenaarts: Sint-Leonardus
- Sint-Margriete: Sint-Margriet
- Sint-Maria-Horebeke: Onze-Lieve-Vrouw
- Sint-Maria-Latem: Onze-Lieve-Vrouw
- Sint-Maria-Lierde: Onze-Lieve-Vrouw
- Sint-Maria-Oudenhove: Onze-Lieve-Vrouw
- Sint-Martens-Bodegem: Sint-Maarten
- Sint-Martens-Latem: Sint-Maarten
- Sint-Martens-Leerne: Sint-Maarten
- Sint-Martens-Lennik: Sint-Maarten
- Sint-Martens-Voeren: Sint-Maarten
- Sint-Michiels: Sint-Michiel
- Sint-Niklaas: Sint-Niklaas
- Sint-Pauwels: Sint-Paulus
- Sint-Pieters-Kapelle: Sint-Pieter
- Sint-Pieters-Leeuw: Sint-Pieter
- Sint-Pieters-Rode: Sint-Pieter
- Sint-Pieters-Voeren: Sint-Pieter
- Sint-Pieters-Woluwe: Sint-Pieter
- Sint-Renelde: Sint-Renilde
- Sint-Truiden: Sint-Trudo
- Sluizen: Sint-Servaas
- Smeerebbe-Vloerzegem: Sint-Mattheüs
- Smeermaas: Sint-Jozef
- Sombreffe: Onze-Lieve-Vrouw
- Sosoye: Onze-Lieve-Vrouw
- Soumoy: Sint-Andries
- Ciney/Sovet: Sint-Hubertus
- Spa: Onze-Lieve-Vrouw, Sint-Remaclus
- Spiere: Heilig Hart en Sint-Amandus
- Sprimont: Sint-Maarten
- Stabroek: Sint-Katrien
- Stavelot: Sint-Sebastiaan
- Steendorp: Sint-Jan
- Steenkerke: Sint-Laurentius
- Stokkem: Sint-Elisabeth (vroeger: Sint-Lambertus)
- Strijpen: Sint-Andries
- Strijtem: Sint-Maarten

### T
- Temse: Sint-Amalberga
- Terhagen: Sint-Jozef
- Ternaaien: Sint-Remigius
- Tessenderlo: Sint-Martinus
- Testelt: Sint-Pieter
- Theux: Sint-Hermes en Sint-Alexander
- Thuin: Onze-Lieve-Vrouw
- Thulin: Sint-Maarten
- Thy-le-Bauduin: Sint-Pieter
- Thy-le-Château: Sint-Pieter en Sint-Paulus
- Tiegem: Sint-Arnoldus

- Tielen: Sint-Margriet
- Tielrode: Sint-Pieter
- Tienen: Sint-Germanus, Sint-Maarten
- Tilleur: Sint-Hubertus
- Tintange: Sint-Remigius
- Tongeren: Sint-Lambertus
- Tongerlo: Sint-Anna
- Trembleur: Sint-Pieter
- Trivières: Sint-Maarten
- Trois-Ponts: Sint-Remaclus
- Twee-Akren: Sint-Maarten

### U
- Uikhoven: Sint-Niklaas

- Ulbeek: Sint-Rochus

### V
- Val-Meer: Sint-Steven
- Val-Saint-Lambert: Sint-Lambertus
- Varenwinkel: Sint-Servatius
- Varsenare: Sint-Mauritius en Gezellen
- Vechmaal: Sint-Maarten
- Veerle: Onze-Lieve-Vrouw
- Veerle-Heide: Sint-Jozef Werkman
- Veldwezelt: Sint-Lambertus
- Velm: Sint-Maarten
- Vergnies: Sint-Maarten
- Verlaine: Sint-Remigius
- Verrebroek: Sint-Laurentius
- Verviers: Onze-Lieve-Vrouw
- Veulen: Onze-Lieve-Vrouw
- Vezon: Sint-Pieter

- Viane: Sint-Amandus
- Vichte: Sint-Steven en Sint-Theodoricus
- Villers-Potterie: Sint-Maarten
- Vinderhoute: Sint-Bavo
- Vivegnis: Sint-Pieter
- Vlaanderen: Sint-Lutgardis, Sint-Amandus
- Vliersel: Sint-Willibrord
- Vlijtingen: Sint-Albaan
- Voorshoven: Sint-Jozef
- Vorselaar: Sint-Pieter
- Vorst (Laakdal): Sint-Gertrudis
- Vottem: Sint-Steven
- Vremde: Sint-Jan
- Vroenhoven: Sint-Pieter en Sint-Paulus
- Vucht: Sint-Remigius

### W
- Waanrode: Sint-Bartholomeüs
- Waarbeke: Sint-Amandus
- Waarloos: Sint-Michiel
- Waarmaarde: Onze-Lieve-Vrouw en Sint-Elooi
- Waarschoot: Sint-Ghislenus
- Wachtebeke: Sint-Katrien
- Wakken: Sint-Pieter en Sint-Katrien
- Walcourt: Sint-Maternus
- Waltwilder:: Sint-Remigius
- Wangenies: Sint-Lambertus
- Wannebeek: Sint-Leodegarius
- Wannegem: Sint-Machutus
- Wanze: Maria Magdalena
- Webbekom: Sint-Trudo
- Weerst: Sint-Pieter
- Wellen: Sint-Jan-Baptist
- Welkenraedt: Sint-Jan-Baptist
- Wépion: Onze-Lieve-Vrouw
- Wersbeek: Sint-Quirinus

- Westerlo: Sint-Lambertus
- Westmalle: Sint-Maarten
- Westmeerbeek: Sint-Michiel
- Westkapelle: Sint-Niklaas
- Wetteren: Sint-Gertrudis
- Wezet: Sint-Maarten
- Widooie: Sint-Pancraas
- Wiekevorst: Sint-Jan-Baptist
- Wijer: Sint-Pieter
- Wijnegem: Onze-Lieve-Vrouw
- Wilsele-Dorp: Sint-Maarten
- Wilsele-Putkapel: Sint-Agatha
- Wolfsdonk: Sint-Antonius Abt
- Wommelgem: Sint-Pieter en Sint-Paulus
- Wonck: Sint-Lambertus
- Woubrechtegem: Sint-Maarten
- Woutersbrakel: Sint-Wouter
- Wuustwezel: Onze-Lieve-Vrouw

### Y
- Yvoir: Sint-Elooi

### Z
- Zandbergen: Onze-Lieve-Vrouw
- Zandhoven: Sint-Amalberga
- Zandvliet: Sint-Gertrudis
- Zarlardinge: Onze-Lieve-Vrouw
- Zele: Sint-Ludgerus (voorheen Sint-Michiel)
- Zelem: Sint-Lambertus
- Zelk: Sint-Pancratius
- Zemst: Sint-Pieter
- Zemst-Laar: Sint-Engelbertus en Sint-Bernardus
- Zepperen: Sint-Genoveva
- Zeveneken: Sint-Elooi
- Zevergem: Onze-Lieve-Vrouw
- Zichem: Sint-Eustachius

- Zichem-Bolder: Sint-Pieter
- Zingem: Sint-Bavo
- Zoerle-Parwijs: Sint-Niklaas
- Zoersel: Sint-Elisabeth en Sint-Blasius
- Zonderschot: Onze-Lieve-Vrouw Koningin van de Vrede
- Zonhoven: Sint-Quintinus
- Zoutleeuw: Sint-Leonardus
- Zuidschote: Sint-Leonardus
- Zulzeke: Sint-Cornelis
- Zussen: Sint-Genoveva
- Zwankendamme: Sint-Leo
- Zwijnaarde: Sint-Niklaas

## Luxemburg
- Beaufort: Sint-Michiel
- Berdorf: Sint-Jan-Baptist
- Dillingen: Sint-Lucas
- Echternach: Sint-Willibrordus